# Fornicia albalata
Fornicia albalata és una espècie d'himenòpter de la família Braconidae, que són vespes parasitoides. El nom científic de l'espècie va ser publicat per primera vegada per Ma & Chen el 1994.